# Irankrise
Mit Irankrise bezeichnet man den Versuch der UdSSR, in den Jahren 1945 und 1946 die von Kurden und Aseris bewohnten Provinzen Irans abzuspalten, um dort prosowjetische Staaten auf Kosten Irans zu etablieren. Der Norden Irans war während des Zweiten Weltkriegs von sowjetischen Truppen besetzt worden. Ausgelöst wurde die Krise dadurch, dass sich Stalin zunächst weigerte, die sowjetischen Truppen vereinbarungsgemäß nach dem Ende des Krieges aus Iran abzuziehen.

## Die anglo-sowjetische Invasion
Am 25. August 1941 marschierten im Rahmen der anglo-sowjetischen Invasion Irans britische Truppen in den Süden und sowjetische Truppen in den Norden Irans ein. Ohne die Unterstützung militärischer Verbündeter waren die iranischen Streitkräfte durch die britischen und sowjetischen Panzer und Infanterie rasch überwältigt und neutralisiert worden. Die britischen und sowjetischen Streitkräfte trafen in Senna 300 km nordöstlich von Hamadan am 30. August zusammen. Da es an Transportmöglichkeiten mangelte, entschieden die Briten, keine Truppen hinter der Linie Hamadan-Ahvaz zu stationieren. In der Zwischenzeit hatte der neue iranische Premierminister Mohammad Ali Foroughi den deutschen Botschafter in Teheran aufgefordert, Iran zusammen mit seinen Mitarbeitern zu verlassen. Die deutsche, ungarische, italienische und rumänische Botschaft wurde geschlossen und nahezu alle deutschen Staatsangehörigen der britischen oder sowjetischen Militärverwaltung übergeben. Unter der Behauptung, dass sich immer noch deutsche Agenten in Iran aufhielten, besetzten britische und russische Truppen am 17. September 1941 Teheran. Einen Tag später wurde Reza Schah zu Gunsten seines Sohnes Mohammad Reza Pahlavi zum Rücktritt gezwungen und unter Arrest gestellt. Wenige Tage später wurde er von den Briten außer Landes und nach Südafrika gebracht. Am 17. Oktober zogen sich die britischen Truppen wieder in den Süden und die sowjetischen Truppen in den Norden Irans zurück. Faktisch blieb Iran bis zum Ende des Krieges in eine britische und eine sowjetische Besatzungszone geteilt. Der iranischen Armee war es zudem untersagt, in den von den sowjetischen Truppen besetzten Gebieten Nordirans eigene Streitkräfte zu stationieren. Dies hatte zur Folge, dass die Zentralregierung in Teheran die Kontrolle über den Norden verlor.
Bereits am 2. Oktober 1941 wurde auf Anweisung von Stalin die kommunistische Tudeh-Partei gegründet. Zu den Gründungsmitgliedern gehörte u. a. der Schriftsteller Bozorg Alavi. Zu ihrem ersten Vorsitzenden wurde Soleiman Mohsen Eskandari gewählt. Die Partei war in stetigem Wachstum begriffen. Vielerorts bildeten sich regionale Parteiorganisationen. Vornehmlich in Industriegebieten in Aserbaidschan, Isfahan, Gilan, Mazandaran und Chorasan. An dem ersten Parteitreffen 1942 in Teheran nahmen 120 Delegierte teil. 1946 zählte die Tudeh-Partei bereits 26.000 Mitglieder und war zu einem wichtigen Faktor der politischen Landschaft Irans geworden.
1944 zog die Tudeh-Partei mit 8 ihrer Kandidaten in das 14. Madschlis ein. Dort unterstützte sie vorbehaltlos die Politik der UdSSR.

## Die Gründung der Autonomen Republik Aserbaidschan und der kurdischen Volksrepublik
Im Juli 1945 erließ Stalin mehrere Dekrete, in denen die Abspaltung der von sowjetischen Truppen besetzten iranischen Provinz Āzarbāydschān und die Gründung einer autonomen Republik Aserbaidschan angeordnet wurde. Ziel Stalins war es, die Ölvorkommen im Norden Irans unter sowjetische Kontrolle zu bringen.
Ende Oktober 1945 berichtete die Gendarmerie in Tabriz, dass Lastwagen mit Waffen in der Stadt eingetroffen seien, die an Teile der Bevölkerung verteilt worden wären. Wenig später wurden Polizeistationen in und um Tabriz von Bewaffneten angegriffen. Im November 1945 begannen die Sowjets offen die Aufständischen zu unterstützen, indem sowjetische Truppen den nach Kurdistan und Aserbaidschan entsandten Verstärkungen von Polizei und Gendarmerie keinen Zutritt zu den Provinzen erlaubten. Der iranische Außenminister Najm sandte eine Protestnote an die sowjetische Botschaft, in der er die Sowjetunion aufforderte, sich nicht in die inneren Angelegenheiten Irans in Aserbaidschan und Kurdistan einzumischen. Die Kurden strebten nach einem eigenen Staat und riefen in Mahabad die Republik Mahabad aus.
Am 12. Dezember 1945 wurde Tabriz von bewaffneten Mitglieder der Fiqeh Demokrat besetzt, eine Nationalversammlung von Aserbaidschan konstituiert und die Aserbaidschanische Volksregierung mit Dschaʿfar Pischewari als Premierminister ins Leben gerufen. Dem iranischen General Karim Varahram fiel nach der Ausrufung der Aserbaidschanischen Volksregierung in Tabriz eine 1943 in Baku gedruckte Karte in die Hände, auf der Iran in mehrere selbständige Republiken geteilt war. Die Karte zeigte die Demokratische Republik Aserbaidschan, bestehend aus dem sowjetischen und iranischen Aserbaidschan, die Republik Kurdistan, die das Gebiet des iranischen Westen bis nach Buschehr umfasste, die Republik Arabistan, die aus der Provinz Chusistan bestand, die Republik Baluchistan, die Kerman und Makran umfasste, die Republik Chorasan, die aus der Provinz Chorasan, Usbekistan und Tadschikistan bestand, der Republik Tabaristan, die die kaspischen Provinzen umfasste und der Republik Fars, die das Gebiet Zentralirans abdeckte.
Die Frage des Abzugs der alliierten Truppen aus Iran war am 21. Juli 1945 auf der Potsdamer Konferenz ausführlich besprochen worden. Es wurde entschieden, dass die Truppen zwar aus der Hauptstadt Teheran abziehen, aber bis sechs Monate nach Ende des Krieges mit Japan in Iran stationiert bleiben sollten. Nach dem Abwurf der Atombomben auf Hiroshima und Nagasaki und der japanischen Kapitulation am 2. September 1945 wurde der Abzugstermin der alliierten Truppen von der iranischen Regierung auf den 2. März 1946 festgelegt. Die britische und die sowjetische Regierung stimmten diesem Abzugstermin zu.

## Verhandlungen mit Stalin
Mitte Januar 1946 wandte sich Premierminister Ebrahim Hakimi an den am 17. Januar 1946 gegründeten Sicherheitsrat der Vereinten Nationen, der die iranische Regierung zu direkten Verhandlungen mit der Sowjetunion aufforderte, um einen Interessensausgleich in der Frage der separatistischen Bewegungen zu finden. Am 20. Januar 1946 trat Premierminister Hakimi aufgrund eines drohenden Misstrauensvotums des iranischen Parlaments zurück. Auf Vorschlag von Schah Mohammad Reza Pahlavi wurde Ahmad Qavam vom Parlament zum Premierminister gewählt, der am 18. Februar 1946 zu Verhandlungen nach Moskau reiste.
Am 30. Januar rief der Sicherheitsrat in der Resolution 2 die beteiligten Parteien auf, ihre Streitigkeiten beizulegen und regelmäßig Bericht zu erstatten.

Die Verhandlungen zwischen Premierminister Qavam und Generalsekretär Josef Stalin zogen sich zwei Wochen hin. Die Forderungen Stalins lauteten: 

„1. Die sowjetischen Truppen bleiben für unbestimmte Zeit im Norden Irans stationiert.

2. Die iranische Regierung erkennt die Autonomie Aserbaidschans an.

3. Iran und die Sowjetunion gründen eine iranisch-russische Ölgesellschaft, die die Suche, Förderung und Vermarktung iranischen Öls übernimmt, wobei die Sowjetunion 51 % und Iran 49 % der Anteile an der Gesellschaft halten sollten.“

Qavam unterschrieb ein Kommuniqué, dass die begonnenen Verhandlungen zwischen der iranischen Regierung und dem sowjetischen Botschafter fortgesetzt würden, und reiste ohne weitere Zusage an Stalin am 10. März 1946 nach Teheran zurück.

## Pläne eines kommunistischen Umsturzes
Nach Unterlagen des iranischen militärischen Geheimdienstes plante Stalin in Teheran eine kommunistische Regierung zu installieren, die der dauerhaften Besetzung Irans durch sowjetische Truppen zustimmen und aus Iran einen prosowjetischen Satellitenstaat machen würde. Im Einzelnen sollte die Volksarmee der Aserbaidschanischen Volksregierung von Javar Pischevari von Norden aus nach Teheran marschieren. Kommunistische Einheiten aus Tabriz und Semnan sollten von Westen und Osten aus Richtung Teheran marschieren. In Teheran sollte von der kommunistischen Tudeh-Partei ein Volksaufstand organisiert werden. Die Lebensmittelversorgung von Teheran sollte unter anderem durch Mitglieder der Tudeh-Partei in Qazvin und Firuzkuh abgeschnitten werden, um die Unzufriedenheit der Bevölkerung mit der gegenwärtigen Regierung anzuheizen. Die in Iran befindlichen sowjetischen Truppen hätten sich dann gezwungen gesehen, für Ordnung zu sorgen. Generalstabschef Arfa entsandte zunächst von Teheran aus Truppen in den Norden, Westen und Osten Irans, die allerdings von sowjetischen Truppen am Weitermarsch zu ihren Bestimmungsorten aufgehalten wurden. Daraufhin wurden in den Provinzen Truppenteile mobilisiert, die die kommunistischen Verbände aufhalten sollten. In Teheran wurden alle wichtigen Plätze von militärischen Einheiten besetzt. Angesichts des massiven militärischen Aufmarsches der iranischen Armee brach der kommunistische Umsturzversuch rasch in sich zusammen.

## Der Beginn des Kalten Krieges
US-Präsident Harry S. Truman drohte nun Stalin mit ernsthaften Konsequenzen, bis hin zum Einsatz von Atomwaffen, wenn er seine Truppen nicht aus Iran abzöge.
Für Präsident Truman stand außer Frage, dass die Kontrolle des iranischen Öls durch die Sowjetunion zu einer Verschiebung der Machtbalance in der Welt führen würde und die aufstrebende westliche Wirtschaft massiv beschädigen könnte. Auf Drängen der iranischen Regierung wurde der neu geschaffene Sicherheitsrat der Vereinten Nationen erstmals am 30. Januar 1946 mit der Frage des Abzugs der sowjetischen Truppen aus Iran befasst. Der Sicherheitsrat rief mit der Resolution 2 Iran und die Sowjetunion dazu auf, die Streitigkeiten über die im Rahmen der anglo-sowjetischen Invasion Irans von der Sowjetunion seit August 1941 besetzten Gebiete beizulegen. Die Resolution verlangt außerdem, den Sicherheitsrat regelmäßig über die Verhandlungen zu unterrichten. Die Resolution des Sicherheitsrats verfehlte nicht ihre Wirkung. Am 25. März 1946 erklärte Stalin, dass Iran und die Sowjetunion sich grundsätzlich über die Frage des Truppenabzugs geeinigt hätten, und dass die sowjetischen Truppen innerhalb von sechs Wochen aus Iran abziehen würden. Der Sicherheitsrat beschloss in der Resolution 3 vom 4. April 1946 erst wieder am 6. Mai 1946 zusammenzutreten, um zu überprüfen, ob alle sowjetischen Truppen aus Iran abgezogen seien, und wie weiter mit der iranischen Frage zu verfahren sei. Am 8. Mai nahm der Sicherheitsrat in der Resolution 5 zur Kenntnis, dass die iranische Regierung den Abzug der sowjetischen Truppen nicht feststellen konnte und verschob weitere Schritte bis zum 20. Mai. Erst nachdem Premierminister Qavam und der sowjetische Botschafter in Teheran eine Vereinbarung unterzeichnet hatten, dass die Aserbaidschanische Volksregierung in Verhandlungen mit der Zentralregierung über ihr Fortbestehen treten werde, und dass in sieben Wochen gerechnet vom 24. März 1946 die sowjetisch-iranische Ölgesellschaft gegründet würde, bei der die Sowjetunion 51 % und Iran 49 % der Anteile halten sollten, erklärte Stalin, dass sich die Rote Armee innerhalb von sechs Wochen, gerechnet vom 24. März 1946 aus Iran zurückziehen werde.
Die Irankrise war ein Zeichen des beginnenden Gegensatzes zwischen den USA und der UdSSR und eines der ersten Ereignisse des sich zu diesem Zeitpunkt abzeichnenden Kalten Krieges.

## Das Ende der separatistischen Bewegungen
Die sowjetischen Truppen zogen zwar ab, doch die kommunistische Tudeh-Partei organisierte nun auf Anweisung Stalins massive Streiks im ganzen Land, um weiter Druck auf die iranische Regierung auszuüben. Am 11. Juni 1946 begannen in Tabriz die Verhandlungen zwischen der Zentralregierung und Dschaʿfar Pischewari über den weiteren Bestand der Aserbaidschanischen Volksregierung. Am 13. Juni 1946 wurde eine Vereinbarung unterzeichnet, in der die Forderungen Pischevaris nach einer Landreform, der Besetzung des Gouverneursposten von Aserbaidschan, Fragen des Militärs, der Erhebung von Steuern und möglichen Wahlterminen festgehalten wurden. Am 15. Juni 1946 ernannte Premierminister Qavam Salamollah Javid, den Innenminister der Aserbaidschanischen Volksregierung, zum Gouverneur von Aserbaidschan. Am 3. August 1946 nahm Qavam eine Kabinettsumbildung vor und ernannte Mitglieder der kommunistischen Tudeh-Partei als Gesundheitsminister, Wirtschaftsminister und Bildungsminister, um Stalin weiter entgegenzukommen. Gleichzeitig ernannte er General Hadsch Ali Razmara zum Generalinspekteur von Aserbaidschan und Kurdistan. In Kurdistan war nach wie vor eine separatistische Regierung an der Macht und hatte die Republik Mahabad ausgerufen. Auch im Süden Irans waren in den Gebieten der Bachtiaren und Kaschgais Unruhen ausgebrochen. Premierminister Qavam entsandte General Fazlollah Zahedi als Gouverneur in die Provinz Fars.

Im Dezember 1946 überschlugen sich die Ereignisse. Premierminister Qavam hatte nach Aufforderung von Schah Mohammad Reza Pahlavi die der kommunistischen Tudeh-Partei angehörenden Minister aus seinem Kabinett entlassen und durch Politiker aus der Demokratischen Partei ersetzt. Am 6. Dezember 1946 marschierten Truppen der iranischen Armee in Aserbaidschan ein. Am 12. Dezember 1946 gab Pischevari auf und floh mit seinen engsten Vertrauten in die Sowjetunion. Als die iranischen Truppen Tabriz erreichten, wurden sie von der Bevölkerung mit Jubel empfangen. Als Schah Mohammad Reza Pahlavi am 24. Mai 1947 Aserbaidschan besuchte, brandete ihm derselbe Jubel entgegen. Im Juni 1947 wurde der Schah nach seiner Rückkehr aus Aserbaidschan in Teheran wegen seines mutigen Vorgehens zur Erhaltung der Einheit des Landes gefeiert. Alinaghi Alikhani, der zwanzig Jahre später Wirtschaftsminister werden sollte, schildert die Ereignisse wie folgt:

„Ich war Student und stand am Eingang der Universität Teheran. Der Schah stand in einem Jeep ganz alleine und ohne Begleitung von Sicherheitskräften und grüßte die jubelnde Menge, die ihn an der Weiterfahrt hinderte. Ein Colonel wollte dem Wagen des Schahs eine Gasse bahnen, doch es war kein Durchkommen. Der Schah war auf der Höhe seiner Popularität.“

Auch die Provinz Kurdistan wurde nach dem Abzug der sowjetischen Truppen von iranischen Truppen besetzt. Die Anführer der separatistischen Bewegung wurden auf dem Car-Cira-Platz in Mahabad hingerichtet.
Am 22. Oktober 1947 kam es im iranischen Parlament zur abschließenden Diskussion über die von Qavam unterzeichnete Vereinbarung mit der Sowjetunion zur Gründung einer gemeinsamen Ölgesellschaft. Das Parlament lehnte mit 102 Ja-Stimmen bei 104 anwesenden Abgeordneten die Gründung einer sowjetisch-iranischen Ölgesellschaft ab und beauftragte die Regierung Verhandlungen mit der Anglo-Iranian Oil Company über eine Neugestaltung des bestehenden Konzessionsvertrages zu beginnen, die Iran einen höheren Anteil an den Öleinnahmen sichern sollten. Im selben Monat unterzeichnete die iranische Regierung mit der Regierung der Vereinigten Staaten ein Abkommen über die Errichtung einer amerikanischen Militärmission. Stalin war schockiert und fühlte sich von den Iranern hintergangen. Die Sowjets forderten den Rücktritt Qavams als Voraussetzung für eine Verbesserung der Beziehungen zwischen Iran und der Sowjetunion. Qavam stellte am 10. Dezember 1947 im Parlament die Vertrauensfrage. Von 112 anwesenden Abgeordneten stimmten nur 46 für Qavam. Am 28. Dezember 1947 wurde Ebrahim Hakimi Premierminister Irans. Damit war die Irankrise auch innenpolitisch zu einem Abschluss gekommen.